# Tempel des Faunus
Der Tempel des Faunus, lateinisch aedes Fauni, war ein dem Faunus geweihtes Heiligtum auf der Westspitze der Tiberinsel in Rom.
Es ist der einzige überlieferte Tempel des Gottes in Rom. Gelobt wurde er von den plebejischen Ädilen Gnaeus Domitius Ahenobarbus und Gaius Scribonius Curio im Jahr 196 v. Chr. Sie finanzierten den Bau aus Strafgeldern, die man drei Pächtern der öffentlichen Viehweiden, pecuarii, wegen begangenen Betrugs auferlegt hatte. Geweiht wurde der Tempel zwei Jahre später im Jahr 194 v. Chr. durch Domitius in seiner Funktion als praetor urbanus, und zwar an den Iden des Februar, also am 13. Februar, zwei Tage vor Beginn der Lupercalien, dem Hauptfest des Gottes.
Der Tempel war laut Vitruv, der als einziger eine recht unwahrscheinliche Kultgemeinschaft mit Jupiter überliefert, ein viersäuliger Prostylos. Warum der Tempel auf der Tiberinsel errichtet wurde, obwohl sein wichtigstes Kultbild im Lupercal am Palatin stand, ist unbekannt. Reste des Tempels konnten auf der Tiberinsel bislang nicht nachgewiesen werden.